# Ásahreppur
Ásahreppur es un municipio de Islandia, situado en la zona central de la isla. Se encuentra en la zona norte de la región de Suðurland y en el condado de Rangárvallasýsla.

## Población y territorio
Tiene un área de 2.942 kilómetros cuadrados, que en gran parte se encuentran en las Tierras Altas de la isla. Su población es de 194 habitantes, según el censo de 2011, para una densidad de 0,07 habitantes por kilómetro cuadrado. Es el menos poblado de los municipios de Suðurland. En su territorio se encuentra la meseta de Sprengisandur, situada entre los glaciares de Hofsjökull y Vatnajökull. También, el lago de Hágöngulón, que recibe de las aguas del deshielo del segundo.